# شیخ مزعل

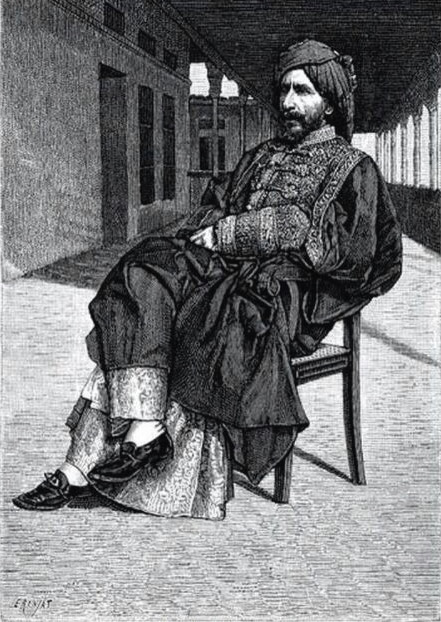
نگاره‌ای از شیخ مزعل

مزعل فرزند شیخ جابر معروف به جابر خان و برادر بزرگتر شیخ خزعل از قبیله بنی کعب بود. پس از مرگ جابر خان به سال ۱۲۹۸ اختلاف دو فرزند بزرگترش یعنی شیخ محمد و شیخ مزعل آغاز شد که با پیروزی شیخ مزعل به پایان رسید. وی القاب و عناوین و زمینهای پدرش را از دولت مرکزی ایران به ارث برد و چیز دیگری که بر آن افزود رابطه با حکومت انگلیس بود.

## پیشینه
تیزهوشی و کیاست و حسن تدبیر حاج جابر موجب قدرت و نفوذ وی و افول قدرت شیوخ بنی کعب آل ناصر شد. حاج جابر پس از چهل و اندی سال حکمرانی بر محمره و اطراف آن در سال ۱۲۹۸ هجری قمری (۱۸۸۱ میلادی) درگذشت. جانشین او شیخ مزعل هم منش پدر در سیاست را دنبال کرد. شکست مشعشعیان در سال ۱۲۹۹ هجری قمری (۱۸۸۲ میلادی) و شکست سپاه بنی کعب آل ناصر از سپاه شیخ مزعل به فرماندهی برادرش شیخ خزعل سبب شد تا شیخ مزعل قلمرو خود را توسعه دهد.
قدرت وی در خوزستان بیش از پیش افزایش یافت به طوری که از قٌصبه تا سرحد بصره و از اهواز تا خرمشهر مالیات عشایر و فرماندهی آنان را کم و بیش برعهده داشت.
شیخ مزعل هم همانند برادرش شیخ خزعل روابط دوستانه‌ای با انگلستان برقرار کرد، در حالی که دم از طرفداری حکومت مرکزی ایران نیز می‌زد؛ اما بعد از مدتی روابط وی با دولت انگلستان به تیرگی کشیده شد. دلیل تیرگی روابط او با بریتانیا رقابت با کمپانی لینچ در امر بازرگانی در رود کارون و مداخلهٔ نایب کنسول انگلیس و شکایت مزعل به دولت مرکزی بود گشوده شدن رودخانه کارون بر کشتیرانی بین‌المللی، تقویت موقعیت تجاری انگلستان را در منطقه و مهم‌تر از آن سلطه بر بازارهای ایالات مرکزی و جنوبی ایران و افزایش دخالت دولت مرکزی در امور محلی را در پی داشت.

## مرگ
شیخ مزعل پس از شانزده سال فرمانروایی از ۱۲۹۸ تا پایان ۱۳۱۴ هجری قمری توسط برادرش شیخ خزعل به قتل رسید.
خزعل پس از مدتی سعی در به حکومت رسیدن کرد. برخی بر این باورند که او پس از ده سال روابط ظاهری با برادرش در سال ۱۲۷۶ هـ.ش. توانست به همراه خدمتکاران، شیخ مزعل را هنگامی که سوار کشتی خود می‌شد، با تیر تفنگ از پای درآورد. برخی دیگر می‌گویند در اول محرم به هنگام مغرب جمعی که از سوی خزعل اجیر شده بودند، به منزل مزعل حمله برده و او را به همراه چهارده تن از اعضای خانواده و کسان و بستگانش به قتل رساندند. شیخ خزعل پس از آن توانست قدرت را در دست بگیرد و در ۱۲۷۶ هـ.ش. حاکم محمره و اضافات آن گردد.

## سفرنامه مادام دیو لا فوا (سفر نامه خاطرات کاوشهای باستان‌شناسی شوش)
این کتاب اثر مادام ژان دیو لا فوا، ترجمه ایرج فره وشی است که توسط انتشارات دانشگاه تهران در سال ۱۳۷۶ هـ. ش، به چاپ رسیده. مارسل دیو لا فوا در سال ۱۸۸۱. میلادی(۱۲۶۰ هـ. ش) به هزینه شخصی و بار دیگر در سال ۱۸۸۴. میلادی(۱۲۶۳ هـ. ش) به ایران و بین‌النهرین سفر کرده است. وی مدتی در منطقه خوزستان و شوش به کاوشهای باستان‌شناسی پرداخته، چندی نیز میهمان شیخ مزعل بوده و اطلاعات ذی‌قیمتی راجع به خوزستان و وضع داخلی قصر شیخ مزعل و احوال او ارائه داد.

در این کتاب مادام ژان دیو لا فوا به تفصیل توضیحاتی دربارهٔ یکی از زنان شیخ مزعل با نام ترکان خانم می‌دهد.
مشایخ بنی طرف تا چند سال همچنان از رجال متنفذ خوزستان به حساب می‌آمدند و در خدمت مقامات اداری و سیاسی و نظامی خوزستان قرار داشتند. شیخ سرتیپ و شیخ احمد و شیخ رحمه و شیخ علی و شیخ حسین و شیخ عبدالکریم و شیخ مزعل از جمله آنان بودند.